# Kreki
Kekri es, en la antigua religión finlandesa, un día de fiesta que marca el final de la temporada agrícola coincidiendo con el momento en que el ganado se retira de los pastos y se estabula en invierno.
La fiesta originalmente se celebraba a finales de septiembre pero más tarde se trasladó al 1 de noviembre, día de Todos los Santos.
En la antigua cronología nórdica, Kekri es un período de crisis, de lucha entre lo viejo y lo nuevo, en el que los espíritus de los ancestros visitan sus anteriores hogares. Constante de diversas culturas, se trata de una celebración y fiesta de los vivos en honor y recuerdo a los muertos.

## Orígenes
Kekri, el festival de otoño finlandés, tiene casi con toda seguridad sus orígenes y raíces en la ancestral actividad agrícola, madre universal de lo nutriente: las celebraciones de la cosecha y del año nuevo.
Kekri, pariente de Halloween, o de los más cercanos y templados días de los Muertos o de Todos los Santos, se celebra en el periodo de octubre-noviembre. Una fiesta de los muertos, de los finados, de lo finalizado festejada por los vivos, por los iniciados.
Kekrin, en su inicial festividad, era el momento de recoger el ganado desde el interior, y disfrutar de los granos, las raíces comestibles y las semillas como garantía de fertilidad para todos en el próximo año, sacrificando, ofreciendo parte de ellas.

## Preparación
La celebración en y de la comunidad requiere repetición que se expresa en el ritual y la ceremonia: el espacio principal habitado se limpia y prepara; los alimentos (dulces) relacionados con la cosecha se ofrecen a todos los vivos y, no podría ser de otra manera, a los muertos; la bebida, licores y cervezas, sacian y llaman a la felicidad y la fertilidad de la cosecha por venir. En definitiva, se trata de gastar generosamente lo acumulado para que la excesiva reserva no se considere codicia y enoje a quien o quienes favorecen la abundancia o, a veces, el simple sobrevivir, transformando la ofrenda, proporcional a lo recibido, en futuro y en supervivencia.
La fiesta, como en tantas otras expresiones culturales humanas, se centra en tres aspectos: la ruptura de la vida cotidiana en celebración comunitaria; la abundancia cuantitativa y cualitativa de lo consumido, y la unión con lo pasado y lo porvenir actualizado en el presente mediante la narración de historias sobrenaturales y hechizos mágicos.